# 魔奇少年角色列表
本列表列出日本漫畫及其外傳作品《仙巴歷險記》的登場人物。

## 主要人物

### 阿拉丁
聲優：石原夏織（日本）；陳琴雲（香港）；雷碧文〈第一季〉→林沛笭〈第二季〉（台灣）
被稱為「魔奇」的謎樣少年。同時也是不存在於世上的第四個魔奇。自己總是覺得與任何一個人是不一樣的存在。初登場於烏丹郊外的沙漠，並在尋找能召喚魔神的金屬器。對於巨乳的大姐姐沒有抵抗力。習慣性會搭訕女性這點跟辛巴達很像。
與阿里巴巴成功攻略第七迷宮後失散，後與阿里巴巴、摩兒迦娜於巴爾巴德再次會合。所擁有的金屬器笛子於巴爾巴德與裘達爾、練紅玉等人的戰鬥當中毀損，其後獲得「所羅門的智慧」。於巴爾巴德事件結束後寄居於辛德利亞王國，為辛巴達的食客。並由陌梛修達畢業的天才魔導士雅姆莱哈教導如何使用魔法，稱呼雅姆莱哈為「雅姆姊姊」。
與阿里巴巴、摩兒迦娜和練白龍為各自的目標分開後，成功通過陌梛修達魔法學院的入門測試，編入第3期1年級6等的新生努力地學習體力基礎、魔法基礎和魔法組合等課程。在第一次魔法測試就神速地獲得1等學生位置。升上2年級後，獲得陌梛修達2等國民資格，并前往該國5等許可區調查這個國家的“真相”，以及夢中魔法師和所羅門王的戰爭。
在雷姆與陌梛修達的戰爭中解放自己此前一直受限的魔奇之力，成功促使雙方停戰。而後又（在魔神們的幫助下）說服練紅炎與煌帝國的金屬器使用者們一起對抗暗黑點以及附身媒介。于戰後峰會上決意“背叛”所羅門王，將阿爾瑪．托朗的真相公諸於世。
被伊蘇南稱為「所羅門的代理人」，实为所羅門王和其妻示巴之子，阿拉丁・約哈斯・亞伯拉罕。為舊世界亡國的阿爾瑪托朗的王子，因示巴的魔法而被維持在懷胎狀態千年，出生後有十年左右都被關在聖宮裡養大。之所以為第四人是因為阿拉丁和練玉艷（阿爾巴）一樣是出身於另一個世界阿爾瑪托朗的MAGI，所以不算是在這個世界的MAGI。外貌和年輕時候的所羅門王很像。
據阿里巴巴詢問辛巴達阿拉丁行蹤時得知其失蹤，实为在拒絶與辛巴達聯手後被辛巴達及練白瑛（阿爾巴）追捕，最後把阿爾巴逐出練白瑛身體後與阿里巴巴等人再會。在最終話369夜中與阿里巴巴和摩兒迦娜眾人重建秩序。
名字出自《阿拉丁神燈》中的阿拉丁。
烏戈
聲優：森川智之（日本）；葉振聲（香港）；陳彥鈞（台灣）
阿拉丁在聖宮結識的十分重要的朋友。全名（阿爾瑪．托蘭名）為烏拉爾托戈．諾伊．奴艾弗。實體化時為一名沒頭有身的藍色大巨人。由於跟阿拉丁離開聖宮時頭來不及出來，所以初登場時是沒有頭的狀態。真身是個有著略長頭髮的英俊美男，不過對於女性非常容易害羞，只要被女性碰到便會全身無力（同時變紅）；派蒙初登場時便以這點『調戲』過烏戈。
事實上並非阿拉丁的魔神，所以無法在巴爾巴德跟裘達爾與練紅玉戰鬥時接收阿拉丁的魔力。之後被練紅玉所擊敗而迴歸聖宮，阿拉丁笛子上的八芒星就此消失。在阿拉丁昏迷時的睡夢之中，將阿拉丁引領至烏戈自己所屬的聖宮，並指引阿拉丁尋找主人所羅門王的智慧，將寶庫的門打開之後正式向阿拉丁告別。
曾為阿爾瑪．托朗中聖教會聯合創設以來的天才魔導理論構築者。之後加入由所羅門率領的抵抗軍，后成為侍奉他的三位魔奇之一。在所羅門與八芳星決戰并逝去之後，引導剩下來的人們到魔神們建造的地下都市避難。之後利用所羅門與示巴之子阿拉丁的胚胎令所有人再次團結起來。用了5年創造出這個世界並在在阿爾瑪．托朗資源耗盡時帶領居民移居至新世界，自己則成為聖宮的守護人。

### 阿里巴巴·沙爾賈
聲優：梶裕貴、田村睦心〈童年〉（日本）；張裕東、張頌欣〈童年〉（香港）；蔣鐵城、林美秀〈童年〉（台灣）
初登場於烏丹前往七湘的路上，為運送葡萄酒的車伕。在搬運途中遭遇沙漠風信子襲擊導致欠下大筆債務，為了還錢而與阿拉丁前往挑戰迷宮。雖出身於貧民窟，但實為巴爾巴德王國的第三王子（私生子）。十歲時被其父親接入王宮接受語言學、劍術、經濟學……等高等教育，其父親希望阿里巴巴能成長為一位能輔佐其兄長的人才。王宮劍術以及托蘭語皆在這時期習得。與阿拉丁一同成功攻略第七迷宮亞蒙後失散，再次登場時已經是霧之團的首領，并一度與阿拉丁形成對立，在摩兒迦娜的幫助下順利和解。根據公式官網，智力和賈法爾差不多。前期個性容易猶豫不決、逃避，在巴爾巴德事件後有著明顯的成長，個性變得比較果斷，有自己的風格；對於受苦的人民，就算不是自己國家的子民也一視同仁的義無反顧出手幫忙。
巴爾巴德事件結束後寄居於辛德利亞王國，為辛巴達的食客，由迦尔鲁卡教導劍術。與阿拉丁、摩兒迦娜和練白龍為各自的目標分開後，選擇到雷姆的劍鬥士訓練所進行劍術修煉，同時也學習融合著自己體內的魔力。與巴爾巴德事件之後體內出現兩種不一樣的魔力，導致阿里巴巴遲遲一直無法百分之百的魔裝化。在雷姆的劍鬥場中两股魔力合二為一。于雷姆與陌梛修達開戰之時跟隨穆等人一同前往戰場，並從他手下救下受傷的阿拉丁。之後與煌帝國的金屬器使用者們一同與附身媒介作戰。戰後由於練紅炎的邀請而代表辛德利亞出使巴爾巴德。
一直想得到一個女朋友，但卻未能遇上。在前往巴爾巴德的船上，因多多與奧魯巴恩愛的情景與摩兒迦娜令人誤會的話，而讓阿里巴巴以為摩兒迦娜向自己表白。最後得知摩兒迦娜只是希望以眷屬的身分與阿里巴巴在一起，但摩兒迦娜確實對阿里巴巴抱有某種特殊的情感，只是曾為奴隸的摩兒迦娜無法理解甚麼是愛，故始終無法明白自己心中那種不確定的情感。最後，摩兒迦娜希望在自己了解並學習甚麼是愛之前，希望阿里巴巴能等她。而後摩兒迦娜發現自己被阿里巴巴接受時，徹底解放了自己的奴性，感情也有了進一步的提升。摩兒迦娜回到故鄉後，才瞭解到自己對阿里巴巴的感情是戀愛的感情。於281夜告訴白龍自己喜歡的人是阿里巴巴。
崇拜辛德利亞的辛巴達王，將其視為王的典範；也因此對辛巴達的謊言與作法深信不疑，但阿拉丁卻抱持著半懷疑的態度。於煌帝國與辛德利亞會談前，發現辛巴達王以桀派的力量對練紅玉進行意識操控，將練紅玉在本人不知情的情況下，變成刺探煌帝國的間諜。這使得阿里巴巴對辛巴達王的做法產生懷疑。莎赫札德認為他與自己初次選中的王之器一樣，是個像太陽一般溫柔的人。
之後與登基為煌帝國皇帝的白龍對戰時兩敗俱傷，被其魔法「絕葬鐮」擊中，精神與肉體成分離狀態，精神被封印到伊爾伊蘭所在的異空間。再蘇醒時習得了將感知超集中力的技巧。現在在煌帝國擔任宰相。在314夜向摩兒迦娜求婚，已成功，在369夜中和摩兒迦娜結婚。
名字出自《阿里巴巴與四十大盜》中的阿里巴巴。
亞蒙
聲優：柴田秀勝（日本）；陳永信（香港）；宋昱璁（台灣）
初登場於第七迷宮的終點，由禮節及嚴格所構成的魔人，具有操縱火焰的力量。實體化後為一位蓄著長鬚，有著威壓感的老人。最初所寄宿的金屬器為阿里巴巴初次完成買賣時所獲得的小刀，該小刀於巴爾巴德一事中損毀，後寄宿於由辛巴達所給予的巴爾巴德王家世代相傳的劍上。曾因為阿里巴巴要前往撒共迷宮攻略而感到不滿，甚至覺得阿里巴巴是要與其他魔神「劈腿」而吃醋。和撒共不合（撒共單方面的討厭他，在魔神共同侍奉所羅門王的時期，撒共便覺得他是個囉嗦的傢伙。）
阿里巴巴全身魔裝後，將火焰壓縮進小刀，釋放出亞蒙的轟炎剑。
在第190夜與練紅炎同時放出極大魔法炎宰相的烈斬劍。

### 摩兒迦娜
聲優：戶松遙（日本）；詹健兒（香港）；林美秀（台灣）
為戰鬥民族法那利斯出身，身材嬌小、表情生硬的赤髮少女，不喜歡別人叫她的故鄉「暗黑大陸」。看起來是個很可愛的女孩，但是能從遠距離瞬間接近敵手或以強韌的腳力跑上垂直的牆壁。除了腳力以外還擁有敏銳的嗅覺，能聞到坑底的屍臭和隱藏蹤跡的敵人的體臭。其腳力和腕力都相當強大，足以把阿里巴巴等人扔飛，也能同時輕易的抱起三名男性。其咆哮甚至能讓兇暴的暗黑大陸的猛獸和迷宮生物為之恐懼。
原本是扎米爾的奴隸，之後被阿里巴巴所解放，但還是無法忘卻從幼時就受到的創傷，她很感謝阿里巴巴。在阿里巴巴離開七湘後，因為恩人哥魯達斯的話而踏上返鄉之路。途中加入了萊拉和莎亞莎前往巴爾巴德的商隊，並單槍匹馬解決了住在礦場的盜賊團，也在那時與阿拉丁相見，之後在巴爾巴德與阿里巴巴會合。于巴爾巴德事件之後寄居於辛德利亞王國，成為辛巴達的食客由馬斯魯爾教導體術。于攻略迷宮撒共之時成為阿里巴巴的眷族。其眷屬器「炎翼鐵鎖」，原是她作為奴隸時的腳鐐，之後被改成類似飾品的腳環，現在則是當成手環戴在手上。
為得知其他族人的所在地，獨自前往故鄉卡特魯哥。于暗黑大陸的大峽谷與尤南相遇，并得到後者的教導，能夠更有效率地使用眷屬器。之後更隨同尤南奔波于各地，召集能夠對抗陌梛修達產生的附身媒介的金屬器使用者們。戰後隨同阿里巴巴前往巴爾巴德，對阿里巴巴跟阿拉丁有很強的依附感。喜歡阿里巴巴，被阿里巴巴稱讚時會臉紅。白龍離去時曾向她求婚，但被她回絕。阿里巴巴送的首飾是備用的眷屬器。
從黑暗大陸歸來與阿里巴巴重逢時，答應阿里巴巴的求婚。在369話中穿着婚紗與阿里巴巴結婚。
名字出自《阿里巴巴與四十大盜》中登場的女奴隸摩兒迦娜。

## 辛德利亞王國
辛巴達
聲優：小野大輔、高本惠〈幼年〉（日本）；黃啟昌（香港）；宋昱璁（台灣）
年齡：29→31→34歲，身高：183cm，出生地：帕魯提比亞，特技：魔力操作，興趣：冒險，弱點：酒。
辛德利亞的國王，通稱「七海霸主」。攻略七座迷宮，擁有七個魔神與金屬器，在14歲的時候將第一迷宮巴力攻略成功，而讓他去迷宮的契機是尤南。個性自由奔放，常發生酒後亂性以致於遭到賈法爾等大臣的白眼。是個威望很高、名聲很好的名君，也是阿里巴巴視為典範崇拜的君王。非常受到女性歡迎，也是女性至上主義者，對於女性會特別愛護，也很有一套說服女性的方法；但部下們對於這點很頭痛。被八芳星稱為「第一級特異點」。
身體已經是擁有半墮轉的情況，同時具有黑、白Rukh，擁有遠超乎常人的龐大魔力量。尤南表示可謂千年一遇，是目前唯一一位用完極大魔法後還不會顯露疲態的金屬器使用者。年輕時曾求教於古老的貿易大國——巴爾巴德的國王，也就是阿里巴巴的父親，拜其為師學習治國之道。後期因為各國間情勢不穩定，想要拉攏阿拉丁、阿里巴巴、摩兒迦娜、練白龍及練紅玉等人；表現出其計謀深沉的心機一面。
煌帝國內戰時，已被附身的練白瑛認為其眞面目為已經與「神」融合的大衛。辛巴達本人否認這一說法。為建立自己心目中的理想世界而邀請阿拉丁聯手，被拒後與練白瑛（阿爾巴）一同設法追捕阿拉丁。
在外傳漫畫《辛巴達的冒險》中作為主角出場，5歲的時候失去了父親巴德爾，而後獨自一人支撐起整個家庭。相當不信任捨弃國民的帕魯提比亞。
14歲的時候“偶遇”旅人尤南并遵照其引導成功攻略第一迷宮“巴力”。離開迷宮之後旋即為國家所通緝追捕，并逃往伊姆察克。在途中遇到席纳霍霍兄妹。在得知席纳霍霍打算一個人攻略迷宮后，趕往第6迷宮“華利弗”并擊敗多拉公賈法爾等人攻略成功。
之後與伊姆查克首長談判取得獨佔交易權，旋即與席纳霍霍賈法爾等人一起前往雷姆帝國，並在時任巴爾巴德國王立世德的幫助下建立“辛德利亞商會”，開始為了籌集資金而到處旅行。
第二個拜訪的國度則是有自己獨特宗教與騎士文化的沙珊,在與首次遇到同樣是迷宮攻略者的薩桑國的騎士王交戰中,使用巴力的全身魔裝展現他們之間的實力差距,並將其願景說明給騎士王聽後,成功說服騎士王與之締結同盟,騎士王其子嗣因嚮往外面的世界而被騎士王任命與辛巴達出外旅行。
第三個拜訪的國度則是男女職則完全相反的母系社會國家,「天空之國」艾爾提穆拉,首次晉見女王時,因女王討厭男人而且被女王發現辛巴達也是金屬器使用者,沒收其金屬器並將辛巴達一行人丟入死者之谷中。之後,他們利用艾爾提穆拉的女人會將肉塊丟入山谷中來沾黏山谷中的寶石後,利用巨鳥回收的特性,躲在肉塊中,成功回到地面上。而後與女王交戰中，用華利弗的能力使女王的動作慢到可以輕易躲避女王所有攻擊，令女王自信心受創而認可他，在之後的協商中，得知magi的存在。
巴力
聲：東地宏樹（日本）
第1迷宮的魔神，為憤怒與英傑的魔神，寄宿於辛巴達的配劍。辛巴達首個獲得的魔神（辛巴達時年14歲）。
辛巴達全身魔裝後，能夠使用魔法雷光劍及極大魔法雷光滅劍。
華利弗
聲：山口胜平（日本）
第6迷宮的魔神，為虛偽與信望的魔神，寄宿于辛巴達的金色項鏈。辛巴達第二個獲得的魔神（辛巴達時年15歲），拥有狼一样的外表。
真正的能力是令物體停滯的能力,冰魔法是對空氣中水分子使用能力後的產物。辛巴達全身魔裝後，能夠使用魔法冰獸咆哮破以及冰獸結晶陣
桀派
第16迷宮的魔神，為精神與傀儡的魔神，寄宿於辛巴達的右手中指上的戒指。辛巴達第三個獲得的魔神。原屬賽蓮緹娜。
可以运用声魔法讓自己的留風進入他人體內從而直接操控对方的精神（例如让其入睡）。
辛巴達運用桀派的能力從而得以在世界範圍內擁有三名眼線，一名為練紅玉，一名在辛德利亞國內，第三名身份不明。
佛爾佛爾
第34迷宮的魔神，為闇黑與狂喜的魔神，寄宿于辛巴達的銀色項鏈。辛巴達第四個獲得的魔神（辛巴達時年21歲）。
佛卡洛
第41迷宮的魔神，由支配與服從所構成的魔神，寄宿於辛巴達的右手手鐲。辛巴達第五個獲得的魔神。
從與伊蘇南和練紅玉的戰鬥中，能看出具有操縱風的力量。
辛巴達全身魔裝後，能夠使用魔法風裂斬。
威沛
第42迷宮的魔神，寄宿于辛巴達右手食指上的戒指。辛巴達第六個獲得的魔神（辛巴達時年24歲）。
克羅賽爾
第49迷宮的魔神，寄宿于辛巴達左手手鐲。辛巴達第七個獲得的魔神。

### 八人將
賈法爾
聲優：櫻井孝宏（日本）；張方正（香港）；何志威（台灣）
年齡：25→27→30歲，身高172cm，出生地：不明，特技：暗殺術，興趣：工作，弱點：易怒。
八人將一員。辛德利亞的首席政務官，沒工作的話會長蕁麻疹。基本上辛巴達與辛德利亞的大小事務都由他管理，對辛巴達的行為常感到頭痛（尤其是酒後亂性），並出現拉著他或掐他脖子的行為。喜歡的類型是能對辛德利亞有貢獻的女性。為巴力的眷属，持有眷屬器雙蛇鏢。
在辛巴達與練紅玉的"酒後亂性"疑雲中，曾以"還在當殺手"的銳利眼神盯著辛巴達表達他對辛巴達酒品的不信任。遇到有人侮辱或危害辛巴達，行為舉止會出現與平時溫和性格不符的冷酷模樣。（阿拉丁曾說：「賈法爾哥哥其實是個可怕的人呢。」）後期辛巴達積極拉攏練紅玉與練白龍等人，表現出其城府深厚的一面，辛巴達曾向賈法爾表達對於自己個性轉變的看法。而賈法爾對此向辛巴達表示「無論如何都會追隨他」。
在外传漫画《辛巴德的冒險》中登场，时年10歲，那時的賈法爾待在夏姆‧拉修鄉的暗殺集團中，受帕魯提比亞委託行刺辛巴達。在迷宮“華利弗”內收辛巴達熱情所感染，決定加入其麾下。隨後與手下兩人一起被法蘭以魔法化為魔獸，亦被辛巴德救出。之後正式成為辛巴達的左右手。據說過去的中二時期總是會說出一些令人難以理解的謎樣句子，如：“我的心早已被封塵在了寒冰之中”。
馬斯魯爾
聲優：細谷佳正（日本）；李鎮然（香港）；陳彥鈞（台灣）
年齡：20→22→25歲，身高195cm，出生地：卡特魯哥（暗黑大陸），特技：撞擊，興趣：午睡，弱點：小孩子。
八人將一員。戰鬥民族法那利斯出身。曾經是劍鬥士，曾經有意無意透露出在當劍鬥士時期時，似乎會有貴婦人特地花錢前往劍鬥士睡覺的地方陪睡。曾經以過去是劍奴的身分這點來拒絕與迦尔鲁卡練劍，卻與辛巴達練劍。喜歡巨乳的女性。只會對尊敬的人產生動力跟幹勁。為摩爾迦娜寄宿於辛德利亞期間的師父。
为巴力的眷属，持有眷屬器金剛鎧甲：能通過電流刺激肌肉組織，將在通常情況下壓制著人體肌肉收縮頻率的限制器解除，發揮法那利斯的最大力量。由於發動後的反作用力對肌肉負擔很大，只有在必要或被激情驅使時才會使用。過去也只使用過幾次而已。
在外傳作品《辛巴達的冒險》中，初登場時為瑪利亞德商會當家瑪德露的奴隸之一，在當時是利亞·威尼斯島無人不知的劍鬥士，有著「赤色猛獸」的稱號。因為瑪德露與辛德利亞商會的貿易糾紛，雙方決定以劍鬥比武解決。幼年馬斯魯爾對上少年時期的辛巴達，最後馬斯魯爾獲勝，導致辛巴德成為瑪德露的奴隸之一。然身為瑪德露的奴隸，但是與其他孩子不同，沒有丟掉自尊，恰巧點醒了當時內心動搖的辛巴達。
雅姆莱哈
聲優：堀江由衣（日本）；張頌欣（香港）；林美秀（台灣）
年齡：23→25→28歲，身高167cm，出生地：陌梛修達，特技：魔法，興趣：魔法道具收集，弱點：起床。
八人將一員。天才魔導士，主要使用水的魔法。出生於穆斯塔西姆（現稱馬格諾修泰德），在留在辛德利亞之前是馬格諾修泰德學院的優秀特待生，被稱作傳說中的天才。對朵妮雅所在的穆斯塔西姆王室效忠也是那時候的事。世代侍奉王家的一族之女，后被莫迦梅特帶走撫養。 其身上各種飾品為儲存大量魔力的容器。分別組合起來便能夠發動大魔法，是世上唯一的魔力儲存裝置。
喜歡年長有鬍鬚的男性，交往約會時一緊張就會談論魔法，最高紀錄是告白七連敗。因為“在喜歡的男性面前會緊張的只說魔法的話題”被迦爾魯卡稱為“魔法痴女人”。和夏洛爾岡在一起的時候經常會吵起來甚至動手打架，但很信任對方。為阿拉丁滯留在辛德利亞時，教導他魔法的師傅。因為喜歡水魔法，所以只教授水魔法給本來適合火魔法的阿拉丁。
夏洛爾岡
聲優：森久保祥太郎（日本）；劉奕希（香港）；何志威（台灣）
年齡：21→23→26歲，身高180cm，出生地：埃里奧哈普特，特技：劍術，興趣：宴會與女人，弱點：年長的人。
八人將一員。阿里巴巴滯留辛德利亞時的劍術師傅，由於喜好劍術和炫耀劍技被雅姆萊赫稱為「劍術白癡」。喜歡的類型是「行裡的女人」。對於馬斯魯爾不願與自己練劍這點感到很在意，喜歡稱馬斯魯爾後輩。肚臍似乎是他的最大弱點，肚臍以祖國的道德標準判斷，是很羞恥的地方。曾多次找阿里巴巴喝酒，卻被對方以各種理由婉拒，阿里巴巴終於答應了喝酒一事，卻拚命向迦尔鲁卡抱怨，迦尔鲁卡因此稱阿里巴巴是「醉鬼巴巴」。
小時候認真謹慎，由於喜歡模仿崇拜的人，一直學辛巴達，結果個性上有了變化。为佛卡洛的眷属，持有眷屬器流閃劍：揮出的斬擊會殘留一段時間。是一把能夠在數秒間自由控制所釋放出的斬擊、如同鞭子一般的劍。因體內魔力不多，一日裏只能使用眷屬器幾分鐘。
彼思緹
聲優：大久保瑠美（日本）；陳皓宜（香港）；雷碧文〈第一季〉→林沛笭〈第二季〉（台灣）
年齡：18→20→23歲，身高140cm，出生地：艾提牧拿，特技：討好動物，興趣：鞭，弱點：巨乳。
八人將一員。天空的霸主，鳥獸屈服於她。雖然對海生物比較苦手，但也能輕易馴服。和鳥兒最親近。外貌嬌小，實際上是情場高手，對男性很拿手。常同時和不同的男性交往而引發男人間的爭端，因為這樣被賈法爾罵。最高紀錄是腳踏十三條船。很想要女性好友，擅長假哭，喜歡喝酒。經常和司柏徒一起擔任保護船隻的任務。为桀派的眷属。手上的陶笛似乎有安撫動物的作用，曾經在船上安撫過一隻海王類生物，讓阿里巴巴一行人得以安全渡過大海到達迷宮。
在《辛巴達的冒險》中有提到其出身為「天空之國」艾爾提穆拉的皇女。
司柏徒
聲優：羽多野涉（日本）；巫哲棋（香港）；陳彥鈞（台灣）
年齡：22→24→27歲，身高179cm，出生地：沙辛，特技：槍術，興趣：祈禱，弱點：女人。
八人將一員。性格老實巴交，認真到不可思議的人。祖國禁止玩女人和喝酒，對人與人之間的交往做了非常嚴厲的限制，所以不太擅長與人交往，尤其是女性。但因為時常被彼思緹和迦尔鲁卡兩位酒友抓去玩而嘗試開始喝酒。由於祖國盛行著嚴格的教條，經常與彼思緹共同擔任保護船隻的任務，會安慰假哭的彼思緹。
德拉龍
聲優：杉田智和（日本）；麥皓豐（香港）；蔣鐵城（台灣）
年齡：29→31→34歲，身高226cm，出生地：帕魯提比亞，特技：軍務，興趣：教育部下，弱點：老婆。
八人將一員。原本為人形，因不明原因現為龍人的外貌（辛巴達是這樣說的，實際上是與眷屬結合而變不回人類）。曾擔任帕魯提比亞的軍人，有位美麗的妻子。喜歡的類型是自己的妻子（據說是被妻子逼著說的）。
在外传漫画《辛巴德的冒險》中登场，时年14歲的他与辛巴德初遇，并一起攻破第一迷宮。隨後爲了追捕辛巴德而和賈法爾等人一同進入第六迷宮，并一度召喚出魔神華利弗，但被其認定“不是王之器”。之後被辛巴達的夢想打動，在與辛巴達等人分別的時候獲得了巴力的眷屬，寄宿在耳環中。離開伊姆查克后他變返回故國帕魯提比亞，打算將赛蓮緹娜公主從兄長巴巴羅薩手下解救出來，卻不敵其魔神之力。最終與眷屬同化化為龍形，與公主一同撤離。
席纳霍霍
聲優：藤原啓治（日本）；蕭徽勇（香港）；陳彥鈞（台灣）
年齡：35→37→40歲，身高240cm，出生地：伊姆查克，特技：狩獵，興趣：照顧小孩，弱點：炎熱。
八人將一員。北方伊姆查克的戰士，身材高大為其種族特色。有二子二女（女兒是雙胞胎），女兒剛進了叛逆期。喜歡的類型是已過世的老婆。
在外传漫画《辛巴德的冒險》中登场，時年21歲，立志成為能夠獨當一面的戰士，亦因此很崇拜堅強的辛巴達。之後與妻子露露姆一同加入辛巴達的商隊前往世界各地。少年時期非常膽小，後在辛巴德幫助下完成成人禮。

## 煌帝國

### 皇族（練家）
練紅炎
聲：中村悠一（日）／蘇強文→陳廷軒（港）／陳彥鈞（台）
29→32歲，身高185cm，出生地：煌帝國，特技：戰爭，興趣：歷史研究。弱點：時尚感。
煌帝國第一皇子，煌帝國最強的將軍，擔任西征總督，有「炎帝」之稱。攻略三座迷宮，是第二位複數迷宮攻略者。對歷史有強烈的求知慾，認為一旦知道了過去所羅門王世界的歷史後，就可以避免上千次無謂的戰鬥，更加快速征服世界。希望能夠建立一個統一的由一個王統治的世界，以免重蹈上一個世界的覆轍。
于馬格諾修達特答應阿拉丁的要求而呼喚全國金屬器使用者(白龍例外)與黑魔神交戰，展現出非凡的戰鬥力。戰後暫居巴爾巴德。獲知白龍弒母稱帝的消息后，也在巴爾巴德自立為皇帝，并率軍討伐白龍。但由於七海聯盟的介入而戰敗，后被斬首。但他的死實際上是由阿拉丁用魔法造成的幻象。紅炎則和兩位弟弟一起被流放至孤島。
阿加雷斯
聲：橘润二（日）／巫哲棋（港）／蔣鐵城（台）
第2迷宫的魔神，为不屈与創造的精灵，擁有像狼一樣的外表，寄宿于练红炎的右臂肩甲。為練紅炎首個獲得的魔神（紅炎時年16歲）。
擁有操縱大地的力量，紅炎在與黑魔神戰鬥中為了避免魔力枯竭而把深達到岩漿的岩層以圓柱狀的形式拔出來，讓岩漿湧出地表後，再轉換回亞斯她錄的魔裝從岩漿中補充火焰的魔力。
亞斯她錄
聲：松本健太（日）／李錦綸（港）
第29迷宫的魔神，为恐怖与冥想的精灵，外表是擁有一頭蛇髮的男性。寄宿于练红炎的佩剑。為練紅炎第二個獲得的魔神。
擁有操縱火焰的力量，其白色火焰在練紅炎下令前都不會消失。
红炎魔装化后能够使用极大魔法白闪炼狱龙翔。

聲：三木美（日）／朱妙蘭（港）
第37迷宫的魔神，为慈愛与調停的精灵，女性，寄宿于练红炎的佩剑剑饰。拥有治疗的能力。為練紅炎第三個獲得的魔神（紅炎時年22歲）。
練紅明
聲：日野聰（日）／關令翹（港）／蔣鐵城（台）
27→30歲，身高177cm，出生地：煌帝國，特技:軍法戰術，興趣:餵鴿子，煩惱：體力低下，弱點:皮膚不好。
煌帝國第二皇子。和紅炎是同父同母，是紅炎的胞弟。為迷宮攻略者之一。征西军的军事参谋，作为影子引导霸者。性格沉穩。自治能力為0，一個人在家頭髮就會亂七八糟的。由于睡眠不足，面色和皮肤的状况不好。對外在的打理不在行。不相信占卜。是將奴隸制引入巴爾巴德的主謀者。
煌帝國內戰后，與兄紅炎、弟紅霸一起被流放至孤島。三年後接受阿里巴巴邀請以假身份擔任煌帝國的軍師。
但他林
第71迷宫的魔神，在红明20岁时和他契约。寄宿於練紅明的羽扇。拥有自由传送物体的能力。
練紅霸
聲：柿原徹也（日）／鄧港文（港）／何志威（台）
18→19→22歲，身高158cm，出生地：煌帝國，特技：砍人，興趣：美容、打扮，度過假日的方式：犒勞部下，煩惱：母親，弱點：哥哥們。
煌帝國第三皇子。為迷宮攻略者之一，金屬器「如意練刀」。有嗜血、見到血會興奮的性格。因為瘋掉的母親與自己的嗜血性格從小被周圍的人冷眼相待。由於身世之故亦十分關心由於各種原因（失敗的實驗品，叛逆者的後人等）被刻意遺忘、拋棄的人們，並將他們收入麾下。相當愛護自己的部下。有三个受虐狂婢女（麗麗、純純、仁仁）。很喜歡幫阿拉丁的頭髮綁辮子。
煌帝國內戰後，與兄紅炎、紅明一起被流放至孤島。
列拉金
聲：長澤美樹（日）／謝潔貞（港）／林沛笭（台）
第14迷宫的魔神，女性。比起由一个绝对的王统治，更喜欢由臣下和王携手统治的世界。曾表示讨厌花心的男人，於是選了紅霸作為王。被紅霸形容為似乎總被男人拋棄的樣子。
练红霸全身魔装后，能够使用极大魔法如意练锤。
練白龍
聲：小野賢章（日）／李凱傑（港）／宋昱璁（台）
煌帝國第四皇子，練白瑛的弟弟。曾留學於辛德利亞，并向辛巴達透漏自己留學的真正目的，並請求與阿拉丁一行人攻略迷宮。非常在意自己所擁有的力量，在迷宮中與摩兒組隊時，因無力招架迷宮生物，為此大哭大鬧了一場。在阿里巴巴的鼓勵以及透漏自己的悲劇過後，總算了解到夥伴的重要性以及何謂真正的悲劇，終於重新打起精神，並且成功攻略迷宮。在大聖母事件後有墮轉化的現象。能使用魔法降龍木蓮衝。
在133夜向阿拉丁透露自己的真正的目的是將煌帝國一分為二，引發戰爭以建立新的煌帝國。119夜喜欢上摩兒迦娜，跳過了告白交往的階段直接在133夜對摩兒迦娜求婚，被拒絕後婉拒了她和阿拉丁先後對他與阿里巴巴談話的請求，獨自踏上征途。曾向生母練玉艷挑戰但敗北。完全墮轉之後同裘達爾一同殺死練玉艷並稱帝，並將兄長練紅炎定位下一目標。之後更與前來勸說他的阿里巴巴決裂。阿里巴巴和白龍兩人在洛昌開戰，白龍在烈焰中失去了雙腿，阿里巴巴的意識被貝利爾鐮刀抽離身體。
内亂事件完結後成為煌帝國的皇帝，但之後因治理國家不力而自行退位。離開祖國后與阿拉丁、摩爾迦娜、鬼倭王國一行一同行動，并用計套出阿爾巴附身的秘密。
撒共
聲：高桥广树（日）／鍾見麟（港）
第61迷宮的魔神。由忠節與清淨所構成的魔人，具有掌管大地與生命的力量，操控植物與微生物。寄宿於練白龍的偃月刀上。非常討厭人類（不包括魔奇），但對白龍抱著期待，另外曾吐了阿里巴巴口水。
在外傳漫畫《辛巴達的冒險》中被辛巴達攻略，但是辛巴達已有七個魔神與金屬器，且不想跟他扯上關係而拒絕。
白龍魔裝化後可使用魔法操命弓。
彼列
第68迷宮的魔神，為真實與斷罪的魔人。寄宿在白龍的護肩上。
其魔法能將人之「精神」與肉體分離，且目前無從得知精神會被分離到何處，魔裝化後可使用極大魔法絕葬咆嘯。
練白瑛
聲：水樹奈奈（日）／余欣沛→黃昕瑜（港）／雷碧文→林沛笭（台）
21→23→26歲，身高169cm，出生地：煌帝國，特技：馬術，興趣：裁縫，煩惱：針線活不受好評，弱點：料理。
煌帝國第一皇女，是先帝的子嗣，和現任皇帝沒有直系血緣關係。雖然被任命為征西將軍，其實是個和平主義者。很可能是個味覺白癡。在热爱和平的外表下有一颗狂爱的心。有一百多名眷屬，包括青舜與黃牙一族。
煌帝國內戰時被阿爾巴附身。內戰結束后和辛巴德一起與阿拉丁一行對峙，受白龍之計所誘，說出阿爾巴附身的秘密，最後被阿拉丁使用改變人體結構的魔法救回。
派蒙
聲：大原沙耶香（日）／陸惠玲（港）／林美秀（台）
第9迷宮的魔神。由狂愛與渾沌所構成的魔人，具有操縱風的力量。寄宿於練白瑛的羽扇。實體化後是位袒胸露乳的性感女性。性情直爽，十分喜愛白瑛。
練白瑛全身魔装后，能够使用极大魔法轟風旋。
練紅玉
聲：花澤香菜（日）／劉惠雲（港）／林美秀（台）
17→19→22歲歲，身高163cm，出生地：煌帝國，特技：劍術，興趣：美容、打扮，度過假日的方式：練劍、泡澡，煩惱：朋友很少，弱點：交朋友。
初登場於巴爾巴德（第49夜）（動畫第11夜），煌帝國第八皇女，迷宮攻略者，能使用武器化魔裝。為了屢行與巴爾巴德之王的婚約而前往巴爾巴德，但途中對辛巴達一見鍾情。地位並不高，在政治上沒有決定權，希望能成為一名武人；在辛德利亞篇再登場時，透露出她的地位在皇宮中越來越險惡。個性有些高傲，但也有著其純情的一面。
因為出身相近，阿里巴巴成为了她第一個朋友（裘達爾曾經否認他和紅玉是朋友），並跟阿里巴巴學習編花冠的方法。稱呼阿里巴巴和裘達爾為小阿里巴巴跟小裘達爾。辛巴達是她的初戀，但她也知道辛巴達心中沒有她。辛巴達運用桀派的能力讓紅玉成為辛巴達的眼線。因白龍自行退位，她接任成為煌帝國的皇帝。
拜恩
第45迷宮的魔神。由悲哀與隔絕所構成的魔人，具有操縱水的力量。寄宿於練紅玉的髮簪。
练红玉全身魔装后，能够使用魔法水神槍、水神散彈槍及极大魔法水神召海。
練玉艷
聲：伊藤美紀（日）／黃玉娟（港）／林沛笭（台）
白龍、白瑛的生母，也是組織的人，八芳星的魔女；實為被阿爾巴附身。前任皇帝之妻，後來又成為紅德之妻，在紅德駕崩後成為第三代皇帝（自稱是臨時皇帝）。
曾经为“阿爾瑪托蘭”的三大魔奇之一，但背叛了所罗门王。详见“理想鄉”。
練白雄
聲：平川大輔（日）／周倚天（港）／蔣鐵城（台）
煌帝國原第一皇子，白龍已死去的大哥，被玉艶所殺，得年22歲，身高182cm。
練白蓮
煌帝國原第二皇子，白龍已死去的二哥，被玉艶所殺，得年19歲，身高175cm。
練白德
初代皇帝。白雄、白蓮、白瑛、白龍之父親。47歲駕崩。
練紅德
第二代皇帝，初代皇帝的弟弟。紅炎、紅明、紅霸、紅玉以及其他皇女（已出嫁）的父親。已駕崩（死因不明）。

### 士兵和隨從
裘達爾
聲：木村良平（日）／李致林（港）／何志威（台）
18→20歲，身高173cm，出生地：極東平原的小村落，特技：魔法，興趣：空中散步，弱點：蔬菜。
初登場於七湘（第15夜）（動畫第3夜），為煌帝國（八芳星組織）所屬神官，操控黑色Rukh的少年，和阿拉丁同為魔奇。已墮轉之身，能操控黑色的魔人（如：卡希姆）。喜歡戰爭，認為身為王需要的是力量。能關閉或是消滅迷宮，最擅長冰魔法，並可同時使用多重魔法。
出生時被組織八芳星殺光親人，但並沒有就此失落，之後被組織帶回利用。稱呼練紅玉為老太婆。之後選中白龍為王，助其擊敗玉豔並稱帝。在與阿拉丁的決戰中被其「力魔法（推力固定衝）」擊飛到「世界的盡頭」，在那裡遇見阿里巴巴的精神体。體力不佳，扳手腕從來沒贏過白瑛、跑步比紅玉還要慢。在「世界的盡頭」的旅程中似乎有所改善。使用魔法：冰槍雨、浮游魔法、防護罩、召喚雷電。
夏黃文
聲：鈴村健一（日）／黃積權（港）／陳彥鈞、蔣鐵城〈少年時期〉（台）
25→26歲，身高183cm，出生地：煌帝國，特技：掌握人心（自稱），興趣：晉升，弱點：紅玉公主的任性。
紅玉的隨從。出生於煌帝國北軒州的貧困村子，在「科選」考試上取得優異的成績被錄用為官，之後一直跟隨紅玉公主。有著想幕後操縱紅玉和其夫（巴魯巴德國王）的野心，後因失敗而轉移目標到辛巴達身上，結果還是失敗告終。陪紅玉攻略迷宮的人。为拜恩的眷属，持有眷屬器「???」，類似水瓶壺狀能從壺口伸出水凝結成的觸手治療患者傷口。在內亂事件完結三年後緃使多數人離開，仍自願留下跟隨紅玉。
李青舜
聲：瀨戶麻沙美（日）／李震權（港）／林美秀（台）
17→18歲，身高158cm，出生地：煌帝國，特技：雙劍術，興趣：吟詩，弱點：蟲子。
練白瑛的副官。是她第一個隨從與眷屬。李青秀之弟。身材略微矮小，並曾與白龍為了此事而爭吵，本人言：「馬上就會追上你了！」但實際上卻比白龍年長。为派蒙的眷属，持有眷屬器雙月劍。
炎彰
聲：大畑伸太郎（日）
红炎的眷属。和多拉公一样呈现龙人的姿态，也能够巨大化。
李青秀
聲：宮崎寬務（日）／張錦江（港）／宋昱璁（台）
红炎的眷属，使用其魔神亞斯她錄的眷属的力量，眷属器为戴在右手手腕的手镯。拥有像蛇一样的头发，巨大化时亦能够任意操控。李青舜的哥哥。
樂禁
聲：蓮岳大（日）／葉振聲（港）／蔣鐵城（台）
红炎的眷属，使用其魔神菲尼克斯的眷属的力量，眷属器为铲。身材肥胖，能够将敌人咬碎、吞噬。
周黑惇
聲：荒井聰太（日）／馮志輝（港）／陳彥鈞（台）
红炎的眷属，使用其魔神阿加雷斯的眷属的力量，眷属器为左手手腕的手镯。特征是像长了角的狼一样的面容。
忠雲
聲：不詳（日）／宋昱璁（台）
紅明的隨從，亦是他的眷屬。隨身帶著弓箭。對紅明的悠閒自得毫無緊張感有點擔憂。特徵是中分且遮住雙眼的劉海。
純純
聲：長尾明希（日）／廖杏茵（港）／林美秀（台）
紅霸的隨從，亦是強力的魔導士，為人工魔導士實驗的失敗品。特徵是臉上包有貼著符的繃帶。相當依戀紅霸，有時也會請紅霸責打自己。稍微有點嘴快，曾經在閒聊中洩漏國家的軍事機密。
仁仁
聲：庄子裕衣（日）／何晶晶（港）
紅霸的隨從，亦是強力的魔導士，為人工魔導士實驗的失敗品。表情變化不明顯。有一名男友。
麗麗
聲：河合紗希子（日）／葉曉欣（港）
紅霸的隨從，亦是強力的魔導士，為人工魔導士實驗的失敗品。特徵是袖子上貼有咒符。
關鳴鳳
聲：興津和幸（日）／李安邦（港）／宋昱璁（台）
紅霸的部下，是120年前發起叛亂而被放逐的人的後人。
呂齋
聲：飛田展男（日）／馮錦堂（港）／陳彥鈞（台）
謀害練白瑛以奪權的反賊。策劃暗殺黃牙嬤嬤的黑手。後被阿拉丁所擒。事後他和其一族被拔官和處刑
闇心
聲：不詳（日）／宋昱璁（台）
身高：400cm 出生地：迷宮。練紅玉的“嫁妝”，後被阿里巴巴所殺。
闇體
聲：福原耕平（日）／何志威（台）
年齡27歲 身高：174cm 出生地：凱國。練紅玉的“嫁妝”，後被阿里巴巴所殺。
闇技
聲：勝沼紀義（日）／陳彥鈞（台）
年齡25歲 身高：203cm 出生地：吾國。練紅玉的“嫁妝”，後被摩爾迦娜所殺
銀行家
聲：三木真一郎（日）／陳欣（港）／陳彥鈞（台）
聲稱自己的本名是「馬奇傲」（マルッキオ）。八芳星的成員，在阿爾瑪·托蘭時為所羅門所率領的反抗聖教會聯合的抵抗軍的一員。在巴爾巴德王國的經濟衰退之時，提出使用煌帝國紙幣來振興經濟的方案。

### 黃牙一族
嬤嬤
聲：澤田敏子（日）／黃玉娟（港）／林美秀（台）
黃牙族的族長，是位高齡眼盲的老奶奶，可以看見Rukh的存在。黃牙族第155代大王的孫女，是村民非常仰慕的嬤嬤大人。本名是「查干·夏曼」。因為呂齋的陰謀而被暗殺，最後為了保護一族而與練白瑛達成共識，其後嚥下最後一口氣而過世。手中的杖現在被阿拉丁使用，在跟穆·阿勒奇烏斯對戰時，已經損毀
多爾極
聲：近藤孝行（日）／陳灝瑋（港）／宋昱璁（台）
黃牙族的青年戰士，曾在黃牙族遭遇到奴隸狩獵的時候，前去搭救，並明白了嬤嬤想要保護族人的心情。歸順煌帝國後成為練白瑛（的魔神派蒙）之眷屬。
托雅
聲：神田朱未（日）／成瑤孆（港）／連婉鈞（台）
黃牙族的女子，多爾極的未婚妻。照顧了昏迷的阿拉丁，而後遭到煌帝國士兵的奴隸狩獵，幸被多爾極所救。
博彥
聲：小島英樹（日）／林筠翔（港）
黃牙族的青年戰士。派蒙的眷属。
霸圖
聲：松本忍（日）／鄧港文（港）
黃牙族的青年戰士。派蒙的眷属。
右腕
聲：蓮岳大（日）／張錦江（港）
黃牙族戰士。

## 巴爾巴德王國

### 皇族
阿布馬多·沙爾賈
聲：宮田幸季（日）／陳成港（港）／何志威（台）
巴爾巴德的第23代國王，阿里巴巴的大哥。
個性自私、喜好享樂，完全沒有當王的本事與能力；不承認出身低的阿里巴巴是他的弟弟，但對沙布馬多卻非常依賴。退位之後受託于辛巴達，加入「辛德利亞考古調查團」，調查托蘭之民。
沙布馬多·沙爾賈
聲：野島裕史（日）／周倚天（港）／陳彥鈞（台）
巴爾巴德的副王，阿布馬多的弟弟，阿里巴巴的二哥。
個性十分膽小、怕事，畏懼於眾人面前公開講話。承認阿里巴巴的實力並當成弟弟一樣對待，但在大哥阿布馬多面前不敢顯露出來。霧之團時期曾暗中給阿里巴巴不少幫助。之後受托于辛巴達，加入「辛德利亞考古調查團」，調查托蘭之民。。
立世德·沙爾賈
聲：土田大（日）／林保全（港）／何志威（台）
巴爾巴德的第22代國王，涵密、沁密、阿里巴巴的父親。
於外傳漫畫《辛巴達的冒險》中登場，在辛巴達要成立辛德利亞商會時，給於很多幫助。

### 霧之團
卡希姆
聲：福山润、三瓶由布子（童年）（日）／曹啟謙、黃麗芳（童年）（港）／陳彥鈞、連婉鈞（童年）（台）
霧之團的實際首領，阿里巴巴的童年好友，也是他最信任的人，但卻曾經背叛過阿里巴巴；
持有暗之金属器「黑縛霧刀」，能產生重如黑鉛的黑霧纏繞敵人。最後被八芳星利用、變身成魔神而死，在死前與阿里巴巴合好。
在死後化成Rukh後，曾經保護了被詛咒入侵的阿里巴巴，死後魔力也融入了阿里巴巴體內。名字出自《阿里巴巴与四十大盗》中阿里巴巴的兄长。
翟娜布
聲：渡邊明乃（日）／林芷筠（港）／連婉鈞（台）
霧之團的幹部，女性，持有暗之眷属器「赤幻霧刀」，能產生令人產生幻覺的紅霧。與哈珊是戀人，兩人經常吵架，不過很快就又會和好。
哈珊
聲：丹澤晃之、秋保佐永子（童年）（日）／鄧志堅（港）／何志威（台）
霧之團的幹部，持有暗之眷属器「黄侵霧刀」，能產生酸性的黃霧。左眼綁著眼帶，與翟娜布是戀人。

### 其他
杜哈寶
聲：蓮岳大（日）／古明華（港）／蔣鐵城（台）
巴爾弼貴族，視貧民為狗。

## 陌梛修達王國

### 上級魔導士
瑪塔路·莫迦梅特
聲：長（日）／譚炳文、潘文柏（青年）（港）／宋昱璁、蔣鐵城（青年）（台）
陌梛修達學院的學院長，現陌梛修達王國的統治者。
性格似乎非常極端，深深愛著所有的魔導士，同時蔑視非魔導士，視之與畜生無異。原本性格沒有那麼極端，深深愛著所有的魔導士和非魔導士，但因得知穆斯塔西姆王國的王族和貴族對魔導士們只是無情利用和誣陷國民發洩口，使他的性格就此非常極端。阿拉丁認為他對於魔導士而言，是最好的王。
曾撫養過雅姆莱哈。其妻子和女兒都是隸屬於穆斯塔西姆王國的魔導士，妻子在其年輕時就因穆斯塔西姆對魔導士的無情利用、魔力衰竭而死，而女兒因穆斯塔西姆對魔導士的無情利用而戰死。
试图让自己堕转从而控制藏在5等许可区底部的3只黑暗魔神对抗雷姆以及煌的部队。
魔杖現在由阿拉丁使用。
瑪雅茲
聲：井上喜久子（日）／陸惠玲（港）／林美秀（台）
陌梛修達學院的上級魔導士，很注重魔導師的身體素質，多隆的姊姊，穿着暴露。
曾是帕魯提比亞的軍屬魔導士，善於雷魔法，有「雷鞭之魔導士」之稱。
負責教授等級6的學生，嚴厲鞭策學生，對於認真的學生會給予鼓勵與肯定，阿拉丁在她的教導下得到了很大的提升。
多隆
聲：增元拓也（日）／鍾見麟（港）／蔣鐵城（台）
陌梛修達學院的上級魔導士，瑪雅茲的弟弟。
善於操縱植物魔法。
伊蕾奴·史密爾諾弗
聲：豐口惠（日）／朱妙蘭（港）／林沛笭（台）
陌梛修達學院的上級魔導士，擔任「Rukh的特性與變質」研究室室長。
善於水魔法，使用過的招式：酸性雨。盼望著能有機會與學院長喝茶。
莫嘉
聲：荻野晴朗（日）／陳曙光（港）
有三綑白鬍鬚的老師，動畫版人設則叫「杜邦」。
也哥夫
聲：臼木健士朗（日）／巫哲棋（港）
陌梛修達學院的上級魔導士，多隆的同伴。

### 學生
尼羅
聲：烏丸祐一（日）／李震權（港）
阿拉丁的一年級同學，邁雅思班別裏最後剩下的五人之一。
才凜
聲：古城門志帆（日）／凌晞（港）
阿拉丁的一年級同學，邁雅思班別裏最後剩下的五人之一。班中唯一的女孩。
保
聲：荒井聡太（日）／胡家豪（港）
阿拉丁的一年級同學，邁雅思班別裏最後剩下的五人之一。

### 居民
照家
聲：荻野晴朗（日）／林國雄（港）
第五等許可區居民。
岳圖
聲：荒井聡太（日）／鄧志堅（港）
第五等許可區居民，照家的兒子。
伊莎貝娜
聲：河合紗希子（日）／黃淑芬（港）
第五等許可區居民，岳圖的戀人。

### 穆斯塔西姆王國
朵妮雅·穆斯塔西姆
穆斯塔西姆王國的原公主。詳見“八芳星”。
伊薩亞克
朵妮雅的騎士。詳見“八芳星”。
雅姆莱哈
世代侍奉王家的一族之女，后被莫迦梅特帶走撫養。詳見“辛德利亞王國”。

## 雷姆帝國
莎赫札德
聲：坂本真綾（日）／林元春（港）／林美秀（台）
支撐雷姆帝國200多年的MAGI，女性，雷姆最高祭司。辛巴達曾告訴阿拉丁並無證據能證實她就是MAGI。
實際年齡已268歲，因過於年邁，肉體沉睡在雷姆帝國某處。所本人所言因肉體過於衰老，已距離死亡不遠。
繼承莎赫札德「意識」之分身，其外貌十分年輕，但能力上無法等同於本尊。
認為即使沒有魔法，雷姆的人民也能夠憑自己生存以及思考更好的人生道路。
為了讓雷姆帝國的迷宮攻略者恢復魔力對抗附身媒介，用盡了自身的魔力發動「作為莎赫札德分身體最後的超律魔法」，將重生的機會讓給緹特斯後死去。
緹特斯．阿勒奇烏斯
聲：松岡禎丞（日）／陳灝瑋（港）／何志威（台）
阿拉丁在陌梛修達學院遇到的魔導士，外貌與莎赫札德出奇相似。
實力超凡，善於使用超律魔法（模擬天災的魔法），曾與阿拉丁進行魔法比試，競爭接受更好教育的機會，不過後來兩人都合格了。
對阿拉丁坦白自己是莎赫札德的手下。初見面時性格冷漠，遇見阿拉丁之後漸漸表現出心中柔軟的部分。似乎對陽光、街道、小貓這些平常的事物感到好奇。潛入第五等許可區之後，不知為何對五等區居民（尤其是瑪露迦）表現出了過分衝動的同情。
真實身份是莎赫札德量產的人造生命體之一，壽命很短。莎赫札德可以控制其身體（推測可能需要通過緹特斯手臂上的裝置，已被莫加梅特損壞）。因不想死去而求助於莫迦梅特。雷姆與陌梛修達交戰時期，成為上級魔導士。
為阻止與雷姆帝國及煌帝國的戰爭，遂與第五區前居民少女瑪露迦前往學園長所在地與莫加梅特展開對話。後更親自跳入莫加梅特所在控制黑魔神之魔力爐中樞，以莎赫札德累積於緹特斯身上十四年所有的魔力全數釋放，強行排斥莫加梅特身上的黑色留風，並說服他放棄歧視非魔導士的想法，完全淨化其心靈。因自身魔力徹底耗盡而化成一堆白骨。但由於莎赫札德將重生的機會讓給他，成為雷姆帝國的新任MAGI。
非常喜歡斯芬特斯的料理。
涅爾瓦．尤利烏斯．卡爾亞德斯
聲：松川央樹（日）／陳成港（港）／宋昱璁（台）
雷姆皇帝之子，尚未能夠發動魔裝。
沙克斯
第44迷宮的魔神。
伊克納緹烏斯．阿勒奇烏斯
聲：山本兼平（日）／黃子敬（港）／陳彥鈞（台）
雷姆帝國軍最高司令官，生性沉默寡言。
普爾森
第20迷宮的魔神。
佩魯納迪烏斯．阿勒奇烏斯
200多年前雷姆的將軍，莎赫札德首個選中的王之器，也是穆等人的祖先。
雖然並不強大也不怎麼可靠，但是性格相當溫柔。據莎赫札德所說他就像是太陽一樣能夠帶給別人溫暖。
和阿里巴巴一樣喜歡去一些“奇怪的店”。

### 法納利斯兵團
穆．阿勒奇烏斯
聲：宮野真守（日）／林筠翔（港）／何志威（台）
雷姆帝國「法納利斯兵團」的團長，雷姆帝國最強劍士。非純血的法納利斯，繆蘿的哥哥。
非常崇拜莎赫札德，被莎赫札德摸頭的時候會露出不可思議的小孩子的表情。
他通過雷姆帝國的力量在世界各地尋找倖存的法納利斯，促成了法納利斯兵團。
總是能夠遊刃有餘地應付各種社交場合，這點令繆蘿非常敬佩。
巴巴妥司
第8迷宮的魔神，由狩猎与高洁构成的魔人。寄宿於穆的配劍。
力之魔法屬性，能將金屬器或眷屬器所產生的衝擊直接放射攻擊遠方目標。
由於穆的魔力量少，全身魔裝後僅能維持不到一分鐘。能夠使用極大魔法巴巴妥司的槍劍。
繆蘿．阿勒奇烏斯
聲：高垣彩陽（日）／吳羨婷（港）／林美秀（台）
雷姆帝國「法納利斯兵團」的團員。非純血的法納利斯，穆的妹妹。
爲了不讓哥哥丟臉，在正式場合總是裝成高貴優雅的樣子（但是本人相當不喜歡），戰鬥的時候就會表現出兇暴的性格。
為巴巴妥司的眷屬，持有眷屬器飛衝手甲，裝於右手臂。
羅羅
聲：谷山紀章（日）／陳卓智（港）／蔣鐵城→陳彥鈞（二季17集起）（台）
雷姆帝國「法納利斯兵團」的團員。曾為奴隸，對把自己從奴隸身份解救出來的穆很忠誠。有妹妹。
為巴巴妥司的眷屬，持有眷屬器飛衝手甲，裝於左手臂。
亞庫多
聲：松川央樹（日）／周倚天（港）
雷姆帝國「法納利斯兵團」的團員。幻想著能夠和貴族女性結婚從而進入上流社會。喜歡熟女。
拉索爾
聲：諏訪彩花（日）／黃淑芬（港）
雷姆帝國「法納利斯兵團」的團員。崇拜著擁有完美貴公子一般的言行的穆。

### 陽巴剌五劍士
多多
聲：阿澄佳奈（日）／何寶珊（港）／林沛笭（台）
女性。鬥技場的陽巴剌五劍士之一。
曾因為阿里巴巴的兩個魔力融合後，變得像是一個首領的感覺（事實上是卡西姆魔力融合的關係），讓多多產生類似愛慕的情緒。
事實上很尊敬阿里巴巴，並說想要成為他的力量幫助他。为阿里巴巴的眷属，持有眷属器深红之翼爪。
煌帝國內戰后与奧魯巴成婚，育有二子。
夏巴魯．拉瑪
聲：江原正士（日）／盧國權（港）／何志威（台）
男性。鬥技場的陽巴剌五劍士之一，多多的師傅。
發現阿里巴巴擁有兩種不同的魔力，可能會使魔力衝突而導致五臟六腑毀壞，因此幫他做緊急針灸治療。之後發現阿里巴巴兩種魔力已融合，並繼續指導他。

### 其他
斯芬托斯．卡門
聲：逢坂良太（日）／周良鴻（港）／陳彥鈞（台）
阿拉丁在陌梛修達學院的同學兼室友，來自埃里奧哈普特一個沒落貴族家庭。
治療魔法特化型的魔導士，專攻治療系的魔法，使用過的招式：安息香（回覆魔法，伴有強烈的催眠作用，只要沒人弄醒被施者，可以持續5~6小時）。
不善於耗體力的活動，擅長料理。
雖然一開始表現出看不起阿拉丁的態度，但實際上是個好人。晚上經常囉囉嗦嗦地講一大堆，讓正在複習（或者睏得要死）的阿拉丁覺得有點困擾。
庫庫爾坎
寵物蛇，像項鍊一樣繞在脖子上，用埃里奧哈普特一位有名的偉大英雄王的名字來命名。
玛露迦
聲：洲崎绫（日）／何璐怡（港）／林美秀（台）
住在5等许可区的少女，向往着地上的世界。在即将因为魔力耗尽而被处分的时候被缇特斯等人所救。而后获得莫迦梅特的许可生活在地面上。
经过上级魔导士的治疗，身体状况得以大为好转。之后在马格诺修泰德与雷姆帝国的战争期间，鼓励陷入恐惧当中的缇特斯，使其重新振作。之后更一同前往劝说已经堕转的莫迦梅特。
SLM3兄弟
S．南度
聲：志村知幸（日）／朱子聰（港）／宋昱璁（台）
本來是往巴爾巴德王國首都路上的盜賊團首領三兄弟，排行老大，在盜賊團被摩兒迦娜擊潰後加入了霧之團，曾偷了辛巴達的金屬器但後來歸還，後來在雷姆帝國開賭場賺了不少錢。後救了被盜賊洗劫一空，倒在街上的阿里巴巴。
L．南度
聲：福原耕平（日）／劉奕希（港）／陳彥鈞（台）
本來是往巴爾巴德王國首都路上的盜賊團首領三兄弟，排行老二，在盜賊團被摩兒迦娜擊潰後加入了霧之團，曾偷了辛巴達的金屬器但後來歸還，後來在雷姆帝國開賭場賺了不少錢。後救了被盜賊洗劫一空，倒在街上的阿里巴巴。
M．南度
聲：赤羽根健治（日）／林筠翔（港）／蔣鐵城（台）
本來是往巴爾巴德王國首都路上的盜賊團首領三兄弟，排行老三，在盜賊團被摩兒迦娜擊潰後加入了霧之團，曾偷了辛巴達的金屬器但後來歸還，後來在雷姆帝國開賭場賺了不少錢。後救了被盜賊洗劫一空，倒在街上的阿里巴巴。是三兄弟中最帥的。
達萊阿斯
聲：白熊寬嗣（日）
于外傳漫畫《辛巴達的冒險》中登場，雷姆的特務人員。
本篇的24年前爲了執行諜報任務而偽裝成商人潛入帕魯提比亞，寄宿在辛巴達家中。也會經常和辛巴達講一些各國的故事。
身份敗露后，劫持辛巴達作為人質試圖逃走，被憤怒的巴德爾擊斃。

## 帕魯提比亞帝國
赛蓮緹娜·迪克曼奧爾茲·德·帕魯提比亞
聲：茅野愛衣（日）
于外傳漫畫《辛巴達的冒險》中登場，帕魯提比亞第一皇女，時年16歲。
小時候經常和多拉公一起玩耍，被他看作是姐姐一般的存在。
擅長使用毒藥，據其助手所說她已經掌握了世間100多種毒藥的製作以及解毒方法。她因此被稱為“帕魯提比亞的毒蜘蛛公主”。
桀派
第16迷宮的魔神，寄宿于賽蓮緹娜的佩劍。
巴巴羅薩
聲：子安武人（日）
于外傳漫畫《辛巴達的冒險》中登場，帕魯提比亞左府將軍，多拉公的長兄，也是赛蓮緹娜的未婚夫。
將多拉公派往迷宮“華利弗”中，試圖令其“壯烈犧牲”。
格剌希亚拉波斯
第25迷宮的魔神，為殺戮與傲慢的精靈。
法蘭
聲：小林优（日）
于外傳漫畫《辛巴達的冒險》中登場，帕魯提比亞魔導士顧問，實為八芳星的一員。
將自己的分身送往迷宮陪同多拉公等人，之後被華利弗識破并破壞。
多拉公
帝國的原原軍人。詳見“辛德利亞王國”。
塔巴查提爾4世
于外傳漫畫《辛巴達的冒險》中登場，第31代帕魯提比亞王。
瑪雅茲、多隆
原帝國軍屬魔導士。詳見“陌梛修達”。

### 四天將軍
夏卡
于外傳漫畫《辛巴達的冒險》中登場，巴巴羅薩手下四天將軍的一員，曾為夏姆·拉修暗殺團的首領。
孟菲斯
于外傳漫畫《辛巴達的冒險》中登場，巴巴羅薩手下四天將軍的一員。
扎伊扎丰
于外傳漫畫《辛巴達的冒險》中登場，巴巴羅薩手下四天將軍的一員，身穿厚重盔甲。
洛塔
于外傳漫畫《辛巴達的冒險》中登場，巴巴羅薩手下四天將軍的一員。幼時曾經有過住在下水道與老鼠為伴的經歷，因此和老鼠關係很好。
能 夠與大量老鼠融合，化身為巨形鼠形怪物，後被德拉龍以眷屬器之力擊敗。

### 夏姆·拉修
維特爾
聲：齐藤壮马（日）
于外傳漫畫《辛巴達的冒險》中登場，夏姆·拉修的暗殺者，賈法爾的手下。
跟隨賈法爾以及多拉公前往迷宮“華利弗”。之後被辛巴達說服，決定成為他的同伴，卻被法蘭所害，與賈法爾、馬哈德一同化成巨大的魔獸。被辛巴達所救后成為其同伴。
能夠將雙臂伸長像鞭子一般揮動。
馬哈德
聲：三宅健太（日）
于外傳漫畫《辛巴達的冒險》中登場，夏姆·拉修的暗殺者，賈法爾的手下，生性沉默寡言。
跟隨賈法爾以及多拉公前往迷宮“華利弗”。之後被辛巴達說服，決定成為他的同伴，卻被法蘭所害，與賈法爾、維特爾一同化成巨大的魔獸。被辛巴達所救后成為其同伴。
右臂擁有壓倒性的巨大力量。

### 村民
巴德爾
聲：小西克幸（日）
于外傳漫畫《辛巴達的冒險》中登場，辛巴達的父親。
在辛巴達3歲時參軍，其部隊在某場戰役當中全軍覆沒，他是唯一生存下來的人，但亦因此失去了左腿。事後被譽為英雄。
之後因為深知戰爭的危害而從部隊退役，擔負起守護家庭的責任，亦因此被其他人稱為“非國民”。
辛巴達5歲時，在不知情的情況下收留了實為雷姆帝國間諜的商人達萊阿斯，爲了不殃及妻兒而選擇再次參軍，自此一去不返。
艾絲拉
聲：日笠陽子（日）
于外傳漫畫《辛巴達的冒險》中登場，辛巴達的母親。
丈夫死後，仍然與兒子以及村民一起守護著其反對戰爭的信念，但是身體狀況卻每況愈下。得知辛巴達將要前往攻略第1迷宮后，將丈夫的遺物送給兒子并目送他離去。辛巴達凱旋后發現她已經去世。
辛巴達、賈法爾
帝國的原居民。詳見“辛德利亞王國”。

## 七海聯盟

### 埃里奧哈普特王國
阿爾瑪卡．阿梅恩．拉
聲：木内秀信（日）／李錦綸（港）
埃里奧哈普特國王，亦是迦尔鲁卡的兄長，迷宮攻略者。
瓦沙克
第3迷宮的魔神，寄宿于阿爾瑪卡的佩劍。
迦尔鲁卡
國王之弟。詳見“辛德利亞王國”。
納爾梅斯．提提
埃里奧哈普特外交官，曾響應辛巴達的號召前往巴爾巴德。
斯芬托斯．卡門
在陌梛修達留學的魔導士，破落貴族出身。詳見“馬格諾修達特”。

### 艾蒂米拉王國
米拉．蒂亞諾絲．艾爾緹米娜
聲：冬馬由美（日）／曾佩儀（港）
艾蒂米拉女王，彼思緹的母親，亦為迷宮攻略者。
刻耳柏洛斯
第24迷宮的魔神，為苛烈與妖豔的魔人，寄宿于米拉的長槍。米拉魔裝后能通過魔裝的三幅面孔操縱炎、冰、雷三種屬性，並且能使用魔法獄炎轟衝刃、獄炎獸亂舞以及極大魔法獄炎滅殺轟破
彼思緹
米拉最小的女兒。詳見“辛德利亞王國”。
帕露西娜．普拉提米亞
聲：津田美波（日）
艾蒂米拉外交官，曾響應辛巴達的號召前往巴爾巴德。

### 薩辛王國
達利奧斯．雷歐塞斯
聲：堀內賢雄（日）／潘文柏（港）
薩辛的騎士王，迷宮攻略者。
安洛先
第52迷宮的魔神，寄宿于達利奧斯的長矛。能夠製造能將攻擊加倍反彈回去的防壁。
密斯托拉斯．雷歐塞斯
聲：羽多野涉（日）
于外傳《仙巴歷險記》登場，騎士王長子，司柏徒的兄長。憧憬著外邊的世界。
斯巴爾托斯
八人將之一，騎士王達利奧斯之子。詳見“辛德利亞王國”。

### 伊姆察克
拉梅托托
聲：中博史（日）／盧國權（港）
伊姆察克族的首長，迷宮攻略者。
弗內烏斯
第30迷宮的魔神，寄宿于拉梅托托的棍棒。
席那赫霍
族長的長子，八人將之一。詳見“辛德利亞王國”。
皮皮莉卡
聲：藤村步（日）
于外傳漫畫《辛巴達的冒險》中登場，為席納霍霍的妹妹，時年13歲。
和哥哥不同，性格相當活潑，亦相當關心他。對待哥哥很嚴格，但是在他露出膽怯的樣子的時候也會給與其鼓勵。
露露姆
聲：恒松步（日）
于外傳漫畫《辛巴達的冒險》中登場，拉梅托托之女，后嫁給席納霍霍為妻。
與丈夫一同加入辛巴達的商隊，並在路上指導辛巴達和賈法爾進行禮儀等課程的學習。
伊姆希希卡
伊姆察克族外交官，曾響應辛巴達的號召前往巴爾巴德。

### 鬼倭王國
倭健彥
鬼倭王國國王。
蓋因
第53迷宮的魔神，為傾聽與敏銳的魔神，寄宿于倭健彥的太刀。
七海
倭健彥的部下。
難升米
倭健彥的部下。

## 八芳星

### 魔導士
伊輔楠
聲：三木真一郎（日）／陳欣（港）／陳彥鈞（台）
八芳星的成員，指使朵妮雅去搶奪金屬器。
在迷宮「撒共」被白龍斬殺，卻化身為蛇襲擊白龍。實為附身在白龍手上。
在白龍一行人成功攻略迷宮“撒共”并回到辛德利亞王國時現身，並對阿里巴巴和辛巴達施予「詛咒」。最後肉體被辛巴達所毀滅，意識則被阿拉丁和阿里巴巴說服，平靜地迴歸至Rukh的洪流中。
在阿爾瑪·托蘭時為所羅門所率領的反抗聖教會聯合的抵抗軍的一員。
名字來源于阿拉伯語數字“二（‎）”。
武器商人
八芳星的成員，提供魔法武器給霧之團使用。與銀行家為一體。
朵妮雅·穆斯塔西姆
聲：中村繪里子（日）／曾佩儀（港）／雷碧文→林沛笭（第二季）（台）
穆斯塔西姆王國的公主。于祖国被马格诺修泰德攻占时堕转，持有暗之金属器黑磁槍。
在阿拉丁的幫助解除了墮轉，在辛德利亞王國休養，但因為闇之金屬器的後遺症而失去了生命。
化身為黑魔神并發動全身魔裝后能夠使用極大魔法無限劍舞陣。
伊薩亞克
聲：竹内良太（日）／馮錦堂（港）／何志威（台）
朵妮雅的騎士及其眷族，持有暗之眷屬器黑磁鎧甲。
為保護朵妮雅而犧牲。本體其實在王國滅亡時就已死去，只是朵妮雅用魔法組成的人偶。其Rukh被阿拉丁招来从而感化朵妮雅。
祖魯姆德（ズルムッド）
聲：星野貴紀（日）／蔣鐵城（台）
年齡31歲 身高200cm　出生地帕魯提比亞。
在迷宮「賽共」外伏擊阿拉丁等人的埃爾薩梅三人組之一。討厭女人。全身魔裝為「千手迴轉」，能使出極大魔法“神無手旋回”。被趕來援救的八人將之一的馬斯魯爾殺死。
畢崙（ビョルン）
聲：興津和幸（日）／宋昱璁（台）
年齡26歲 189cm。
在迷宮「賽共」外伏擊阿拉丁等人的埃爾薩梅三人組之一。劍士。用影子化為自身形象攻擊對手，能使出極大魔法“華影陣”。被趕來援救的八人將之一的迦爾魯卡殺死。
阿波羅尼斯（アポロニウス）
聲：飛田展男（日）／陳彥鈞（台）
年齡72歲 身高146cm 出生地雷姆。
在迷宮「賽共」外伏擊阿拉丁等人的埃爾薩梅三人組之一。最討厭魔導士。擁有暗之金屬器「黑光球」，能使出極大魔法“燒夷光葬炮”。被趕來援救的八人將之一的雅姆萊哈和斯帕爾多斯殺死。

## 魔奇（MAGI）
阿拉丁
出現在世界上的第四名MAGI。詳見“主要人物”。
裘達爾
煌帝國的MAGI。詳見“煌帝國”。
莎赫札德
雷姆帝國前任MAGI。詳見“雷姆帝國”。
尤南
聲：石田彰（日）／梁偉德（港）／宋昱璁→陳彥鈞〈第二季〉（台）
遊走世界並在各地召喚及回收迷宮的MAGI，曾在帕魯提比亞的提遜村的港口"巧遇"辛巴達並引導他攻略第一迷宮，似乎喜歡陰暗又狹窄的地方。
摩兒迦娜在通往暗黑大陸的大峽谷深處遇見他，並一同為了阻止暗黑點降臨而前往陌梛修達。
是各時代三個MAGI中唯一不斷繼承生前記憶再轉生的特別機制，原因不明，本人解釋為可能是為了對抗八芳星的手段
目前的身體已是第九次輪迴的產物。
緹特斯·阿勒奇烏斯
雷姆帝國新任MAGI。詳見“雷姆帝國”。

### 三賢者
示巴
原阿爾瑪·托蘭的三賢者MAGI之一。詳見“理想鄉”。
阿尔巴
原阿爾瑪·托蘭的三賢者MAGI之一。詳見“理想鄉”。
烏戈
原阿爾瑪·托蘭的三賢者MAGI之一。詳見“主要人物”。

## 大聖母
大聖母
聲：久川綾（日）／許盈（港）／劉如蘋（台）
騷擾阿庫提亞王國的海賊團女首領，綁架貧民區的孩子作為自己海賊團的成員。
持有魔法道具「聖母後光扇」，能令人對自己產生「母親」的意識。
想成為所有人的母親以支配世界，最後被白龍斬首殺死。
奧魯巴
聲：真堂圭（日）／袁淑珍（港）／林沛笭（台）
大聖母海賊團中年紀最大的成員（也是魔力量最多的），將大聖母視為母親。沒有右手，裝著鉤子形狀的魔法道具「浮游包彈」，能作出巨大泡泡將人包住。
海賊團破滅後差點被賣去當奴隸，但被阿里巴巴所救，和其他成員一同被送往辛德利亞王國。
在辛德利亞期間跟隨迦尔鲁卡學習劍術。將阿里巴巴視為恩人，并跟隨他出使巴爾巴德。
之後和多多一同成為了阿里巴巴的眷屬，持有眷属器深红之翼爪。
仇恨著殺死“母親”大聖母的白龍，原本一心一意想報仇，但在經歷了許多事以後，向阿里巴巴表示「已經沒有那樣的心情」。
煌帝國內戰后与多多成婚，育有二子。
阿倫
聲：倉富亮（日）／陳耀楠（港）
大聖母海賊團幹部，實力僅次於奧魯巴。在辛德利亞期間跟隨迦尔鲁卡學習劍術。
將阿里巴巴視為恩人，并跟隨他出使巴爾巴德。
約恩
聲：烏丸祐一（日）／李震權（港）
大聖母海賊團幹部，實力排行第三，特徵是右眼佩戴的眼罩。在辛德利亞期間跟隨迦尔鲁卡學習劍術。
將阿里巴巴視為恩人，并跟隨他出使巴爾巴德。
布羅魯
聲：松本忍（日）／鍾見麟（港）
大聖母海賊團幹部，體型巨大，性格有點膽小。在辛德利亞期間跟隨迦尔鲁卡學習劍術。
將阿里巴巴視為恩人，并跟隨他出使巴爾巴德。
碧爾奇朵
聲：高下三佳（日）／魏惠娥（港）
大聖母海賊團幹部，幹部當中唯一的女性。在辛德利亞期間跟隨迦尔鲁卡學習劍術。
將阿里巴巴視為恩人，并跟隨他出使巴爾巴德。
艾羅
聲：Lynn（日）／黃瑩瑩（港）
大聖母海賊團成員之一，即使倒下也要為海盜團吹動魔法導具提供魔力。

## 七湘都市
賈米爾
聲：諏訪部順一、皆川純子（童年）（日）／麥皓豐、許盈（童年）（港）／何志威、雷碧文（童年）（台）
七湘都市領主，幼年時被導師（八芳星組織的人）灌輸奴役他人的理念，導致其成年後個性扭曲，對待奴隸非常刻薄，有暴力傾向，因此在民間一般也風評不佳，想要成為王而跟在阿里巴巴後面進入亞蒙的迷宮，但攻略失敗；亞蒙及阿拉丁都評斷他不具有成為王的資質；劍術及托蘭語等知識與技術都遠遜於阿里巴巴。
哥達斯
聲：勝沼紀義（日）／張炳強（港）／宋昱璁（台）
扎米爾的奴隸，推測是黃牙族的人；替摩兒迦娜斬斷鎖鍊後，用傷痕累累的身體拖住領主，一同葬身在迷宮之中。
寶度
聲：岡野浩介（日）／蕭徽勇（港）／陳彥鈞（台）
扎米爾的手下。
伊莉莎白
聲：進藤尚美（日）／吳羨婷（港）／林美秀（台）
在阿里巴巴招待阿拉丁前往的那家店當中排名第一的實力派女公關。是個擁有G罩杯的肌肉女。
美娜
聲：高下三佳（日）／何寶珊（港）
沙漠中被阿里巴巴救回的小孩。

## 其他角色
萊拉
聲：池澤春菜（日）／羅孔柔（港）／林美秀（台）
年輕的商人，於動畫第六話出場，當時在販賣水果。擁有一頭金黃色短髮。個性爽直豪放。曾被莎紗（的商隊）所救；先前曾與阿拉丁相遇，並稱其為「不可思議的小孩」。
莎亞紗
聲：佐藤聰美（日）／何寶珊（港）／雷碧文（台）
年輕的商人，於動畫第六話出場，當時在販賣水果。擁有一頭烏黑短髮和豐滿的身材。個性善良、文靜又溫柔。
法添馬
聲：置鮎龍太郎（日）／巫哲棋（港）／蔣鐵城（台）
過去曾是個奴隸，殺害其主人後變成奴隸商人。與盜賊團三兄弟有生意往來，將被狩獵的異族及貧民孩童作為奴隸交易，亦從事猛獸的買賣。
本想將摩兒迦娜作為奴隸，反倒被其擊潰。
妮嘉
聲：小幡記子（日）／陳皓宜（港）／連婉鈞（台）
因商團被盜賊團襲擊而被奴隸商人抓來獨自囚禁的小女孩，後來被摩兒迦娜所救。
瑪格麗特
聲：進藤尚美（日）／吳羨婷（港）／林美秀（台）
阿里巴巴、阿拉丁和摩儿迦娜三人分別前，阿里巴巴與阿拉丁一同前去的店中排名第一的實力派女公關。

## 理想鄉（阿爾瑪．托蘭）
所羅門．約哈斯．亞伯拉罕
聲：清水秀光（第一期）→森田順平（第二期）（日）／朱子聰（港）／何志威（台）
烏戈及魔神們的主人，被稱為「偉大的王」，阿拉丁稱其為「大魔導士」。八芳星的宿敵，阿拉丁的父親，示巴之夫。
于阿爾瑪．托蘭的人類接受“神”的恩賜獲得使用魔法的能力之後的800年后，由於不滿聖教會聯合利用魔法奴役其他種族的行徑而組建“抵抗軍”，意圖解救被奴役的種族。在與聖教會聯合決戰前，順從眾人的意願而登上王位。
擊敗自己的父親大衛后，察覺到了神以及命運的存在，并將Rukh從神身旁奪走平分給世上所有生物。自己也因此成為新的神，大部分意識與肉體分離。
其後在八芳星發動叛亂并擊倒示巴后意識回歸，放出全身力量將八芳星全體成員封印在異空間。自己也力盡而逝。
對生活在阿爾瑪．托蘭的其他種族的生活習慣、文化等知識相當感興趣。
名字出自《聖經》記載中，古代以色列王國國王所羅門、約哈斯以及先知亞伯拉罕。
烏戈
天才魔導理論家，抵抗軍的一員。
三賢者MAGI之一，詳見“主要人物”。
示巴
聖教會聯合管理之下的“神之子”，實為給“神杖”提供魔力，維持施加于奴隸種族身上影響其精神的魔法的魔導士。之后被所羅門率領的抵抗軍所救出。
由於長期接受正教連教育的緣故，相當厭惡其他的種族，但是在和所羅門等人一同行動之後對其餘種族的印象有所改觀。而後愛上所羅門，两人结婚并育有一子（阿拉丁）。
为三贤者MAGI之一，于所羅門成為神之後更成为所罗门的代言人。在阿爾巴發動叛亂後，與其戰鬥并最終死於其手下。
名字出自《聖經》及《古蘭經》均有提及的示巴王國的女王。
阿尔巴
所羅門所率领的抵抗軍的一员，曾是所羅門的侍女。
三賢者MAGI之一，名字來源于阿拉伯語數字“四（‎）”。
後來因為所羅門將阿爾瑪．托蘭的神「伊爾．伊拉」封印而背叛了所羅門，并組建了“八芳星”組織。
其後擊敗示巴并奪取了其神杖及身份。
在新世界中意識附身練玉艷身上，練玉艷死後轉至練白瑛身上（以自身誕下的女兒為接任肉體），详见“煌帝國”。
被阿拉丁以魔法逐出練白瑛身體後魔力下降，以土偶變成小女孩的形態。
伊蘇南
所羅門所率领的抵抗軍的一员。後來與阿尔巴一起背叛了所羅門。
詳見“八芳星”。
瓦希德
所羅門所率领的抵抗軍的一员，體型比較大，擅長熱魔法。
之後與法蘭結婚并育有一子。
與阿尔巴一起背叛了所羅門。其後為了保護在魔神圍攻下的法蘭而死，死前釋放所有力量將神召喚到世上。
名字來源于阿拉伯語數字“一（‎）”。
塞塔
所羅門所率领的抵抗軍的一员，伊蘇南的義弟，喜歡美麗的東西，擅長冰魔法。
在抵抗軍與教會決戰時在基地和其他魔導士被大衛率領的11名長老殺死。
名字來源于阿拉伯語數字“六（‎）”。
法兰
所羅門所率领的抵抗軍的一员，說話帶有口癖，擅長精神系魔法。
之後與瓦希德結婚并育有一子。
與阿尔巴一起背叛了所羅門。
特斯
法兰與瓦希德的兒子，在抵抗軍與教會最終決戰時在基地和其他魔導士被大衛率領的11名長老殺死。
大衛·約哈斯·亞伯拉罕
魔導士聖教會聯合長老會第一元老，所羅門的父親。
為特異點，為了順應命運的流向而有意虐殺留守在抵抗軍基地的塞塔等人，之後更故意被所羅門殺死。
其意識已經與「神」融合。
名字出自《聖經》記載中以色列王國國王大衛，亦是所羅門之父。